# 모리타 아키오

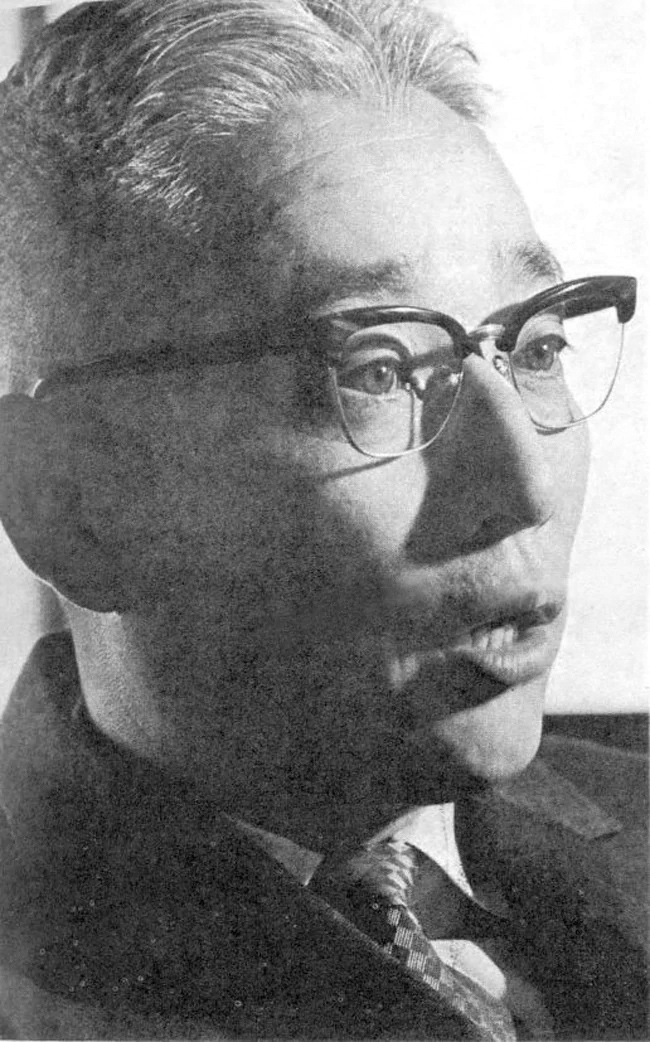
모리타 아키오

모리타 아키오(일본어: 盛田昭夫, 1921년 1월 26일 ~ 1999년 10월 3일)는 이부카 마사루와 함께 소니 주식회사(당시 도쿄통신공업주식회사(東京通信工業株式会社))를 창업한 일본의 기업가이다. 오사카 대학 물리학과를 졸업했다.

## 서훈
- 1984년 레지옹 도뇌르 훈장 오피시에
- 1991년 서보대수장
- 1993년 명예 대영 제국 훈장 2등급(honorary KBE, 외국인대상 정원외)
- 1997년 레지옹 도뇌르 훈장 코망되르
- 1999년 욱일대수장(추서)

## 참고 문헌
- 일본공업신문사 (2001). 《CEO의 결단력》. 조양욱 옮김. 현대북스. 13~59쪽. ISBN 89-89549-35-3.

| 전임 이부카 마사루 (1951년~1976년) | 제3대 소니 사장 1976년~1994년 | 후임 오가 노리오 (1982년~1995년) |